# Test d'ovulation
Ne doit pas être confondu avec Test de grossesse.

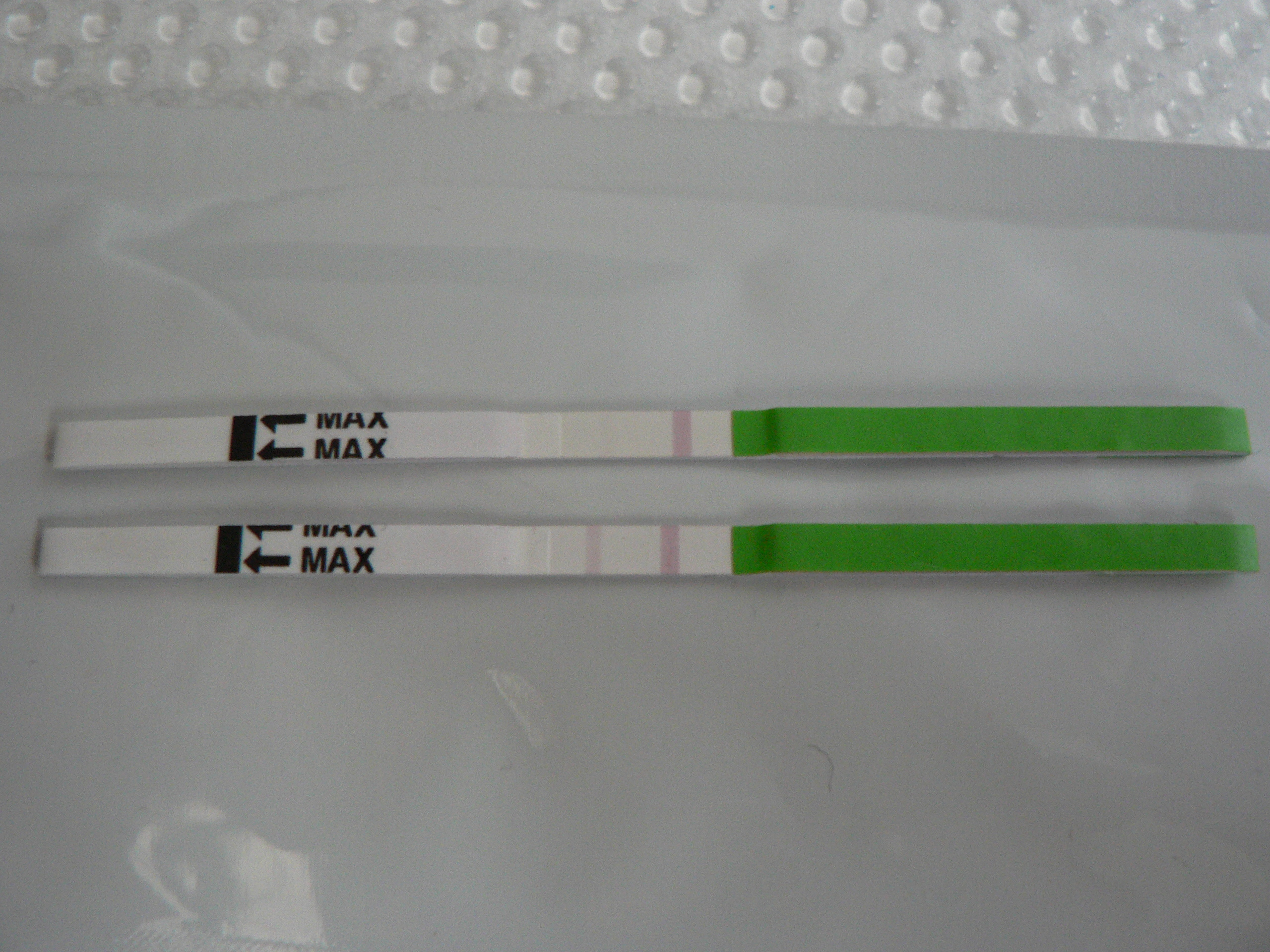
Test d'ovulation basé sur la détection de l'hormone lutéinisante.

Un test d’ovulation est une méthode qui peut être utilisée par une femme pour déterminer si son ovulation approche ou a eu lieu. Il peut permettre aux couples de déterminer le meilleur moment du cycle menstruel pour concevoir ou au contraire la période à écarter s'ils veulent éviter la conception.

## Présentation
D'après le docteur Stanford, l'identification de la période fertile peut améliorer les chances de conception, réduire le temps d'attente mais aussi et surtout réduire les coûts pour les PMA (procréation médicalement assistée). En effet de nombreux couples qui entrent en PMA peuvent concevoir naturellement (de 10 % à 25 % d'après une étude du Dr Eijkemans).
Les méthodes utilisées sont variées, certaines se basent sur les niveaux d’hormones dans les urines, d’autres sur les variations de température, et d’autres sur la concentration des électrolytes.
Les chances de conception augmentent considérablement autour de la date d’ovulation (2 jours avant, et 2 jours après), raison pour laquelle les couples qui sont infertiles utilisent ces différents tests d’ovulation.
Certains de ces tests sont utilisés dans le but d’assister à la conception, alors que d’autres sont aussi utilisés pour des fins contraceptives.

## Produits

### ClearBlue test d’ovulation digital

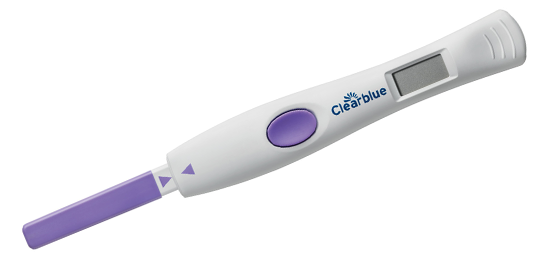
Test d’ovulation digital ClearBlue

Ce produit utilise la variation des niveaux d’hormones dans les urines et permet de prévoir l’ovulation 48 heures à l’avance, cependant cette méthode ne peut pas confirmer que l’ovulation a bien eu lieu. ClearBlue a été conçu suivant une méthode similaire au Persona, mais comme aide à la conception. Son utilisation est facile, tous les jours il suffit d’uriner sur la tige absorbante et  un sourire vous indique qu’il s’agit du jour optimal pour les essais-bébé.  ClearBlue a été mis au point par UniPath en Angleterre.

### OvaTest
OvaTest est un test d'ovulation au format bandelette, cassette ou stylo . Il détecte dans l’urine une hormone (LH : lutéinisante) produite tout au long du cycle menstruel mais qui augmente 24 à 38 heures avant l’ovulation. Produite par l’hypophyse, c’est cette hormone qui donne le signal à l’ovaire. Ainsi, un test d'ovulation positif annonce un pic ovulatoire dans les 24 à 48 heures.

### DuoFertility
DuoFertility est un test d’ovulation basé sur la courbe de température basale (méthode des températures). Le produit est composé d’un capteur qui se porte sous le bras et mesure la température en continu, et d’un lecteur portatif sur lequel les données sont transférées. DuoFertility peut prévoir la période fertile jusqu’à 6 jours a l’avance. Comme le système mesure 20 000 fois plus de données que les méthodes classiques, il est anticipé qu’il permette un suivi de l’ovulation bien plus précis que les méthodes traditionnelles.  La méthode  permet également de confirmer que l’ovulation a bien eu lieu et propose rapport détaillé de la courbe de température qui est utile au gynécologue. DuoFertility a été développé par Cambridge Temperature Concepts  en Angleterre. La méthode utilisée est fiable à 99 %.

### Persona
Persona est la méthode de prédilection pour la planification familiale naturelle. Le produit a été développé par UniPath en Angleterre en 1984. Il s’agit d’un petit moniteur qui tient dans la main, et dans lequel il suffit d’insérer des recharges. La femme trempe la tige dans ses urines et le produit lui indique si elle peut avoir des rapports non-protégés ou non ce jour-ci. L’indication est claire, le jour est vert, orange ou rouge. La méthode est fiable à 94 %.

### OvaTel
OvaTel est un petit microscope sur lequel la femme dépose de la salive tous les matins au réveil. Et en fonction des dessins formés par la salive séchée, il permet d’identifier la montée d'hormone Lutéinisante (LH) précédant l’ovulation. OvaTel a été mis au point par FertilityTech Inc aux États-Unis.